# Loża Wolnomalarska
Loża Wolnomalarska – polska grupa artystyczna utworzona w 1932 przez absolwentów warszawskiej Akademii Sztuk Pięknych.

## Historia i profil
Ugrupowanie powstało z inicjatywy uczniów Tadeusza Pruszkowskiego. Artyści nie stworzyli wspólnego programu, ich twórczość łączyło skupienie na wartościach kolorystycznych obrazu.
Od 1935 grupa działała jako Loża Malarska. Swoją działalność zakończyła w 1939. 

## Wybrani członkowie
- Bronisław Wojciech Linke
- Feliks Topolski
- Tadeusz Pruszkowski
- Franciszka Weinles-Themerson
- Mieczysław Szymański
- Janina Rak
- Kazimierz Zielenkiewicz
- Leonia Janecka, ur. jako Nadelman
- Aleksander Żyw